# Mirage-Affäre

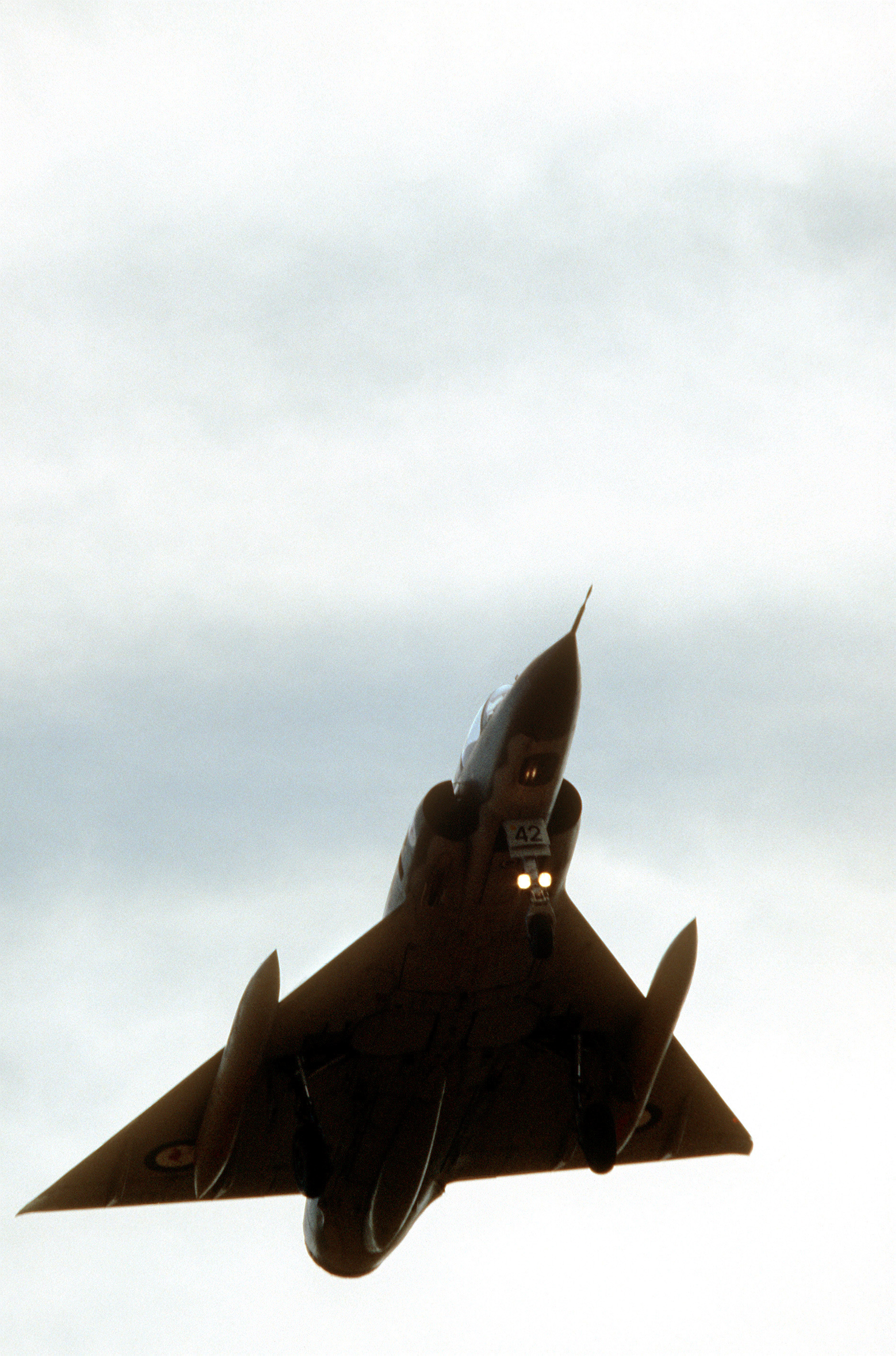
Mirage III

Die Mirage-Affäre war eine politische Affäre in der Schweiz, die, ausgehend von Kostenüberschreitungen bei einer Kampfflugzeugbeschaffung für die Schweizer Luftwaffe, weitreichende Folgen für die schweizerische Verteidigungspolitik nach sich zog.
Das Parlament genehmigte im Jahr 1961 870 Millionen Franken für die Beschaffung von hundert französischen Mirage-III-Kampfflugzeugen. Nach massiven Budgetüberschreitungen wurden nur 57 Einheiten des Flugzeugs beschafft.

## Ausgangslage
In den 1950er Jahren flogen in der Schweiz die Düsenflugzeuge Vampire und Venom. Ab 1958 wurden 100 britische Hunter-Jagdflugzeuge in Betrieb genommen. Zwei schweizerische Projekte (N-20 und P-16) hatten zuvor das Stadium der Prototyperprobung erreicht, wovon nur eines davon abhob und auch bestellt wurde. Nach einem Absturz wurde die bestellte Serie jedoch vor allem aus politischen und Gründen der militärischen Verwendung nie ausgeliefert: Es war ein Angriffsflugzeug und kein Jäger. Alle diese Flugzeuge konnten keine Schallgeschwindigkeit erreichen.
Vor dem Hintergrund des sich zuspitzenden Kalten Krieges nach dem Ungarischen Volksaufstand von 1956 und der fortschreitenden Mechanisierung und Modernisierung der europäischen Streitkräfte wurde Anfang der 1960er-Jahre in der Schweizer Armee eine neue, auf Mobilität ausgerichtete Truppenordnung (Armee 61) eingeführt, die mit umfangreichen Aufrüstungsprojekten verbunden war. In der Armeeführung dominierte (vorübergehend) eine Denkschule, die sich an den organisatorischen und technologischen Entwicklungspfaden der europäischen Grossmächte orientierte und unter anderem auch eine atomare Bewaffnung der Schweiz forderte. Das Leitbild «Armee 61» sah die Schaffung eines Luftschirms für die weiträumig operierenden Mechanisierten Divisionen vor. Dazu und auch im Hinblick auf die atomare Option sollte die Luftwaffe zusätzlich zu den vorhandenen Vampire-, Venom- und Hunter-Flugzeugen eine Flotte moderner Hochleistungsflugzeuge erhalten, die der sowjetischen MiG-21 ebenbürtig sein sollten.

## Das Auswahlverfahren

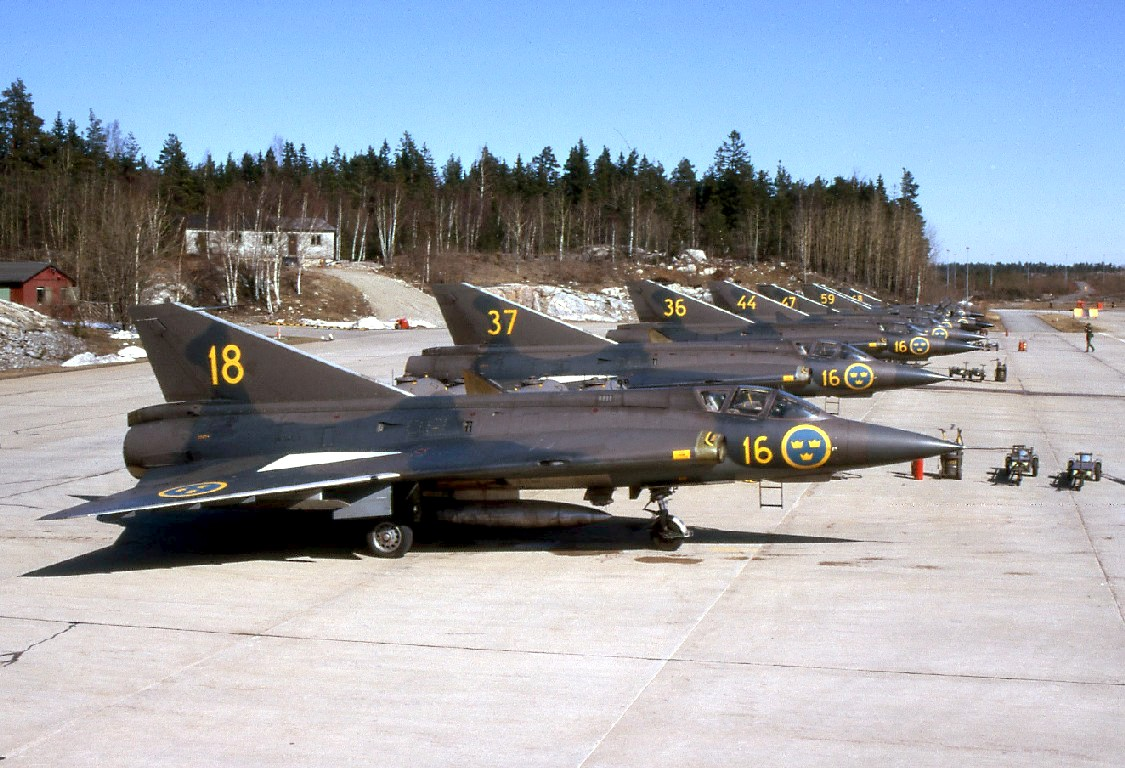
Saab Draken

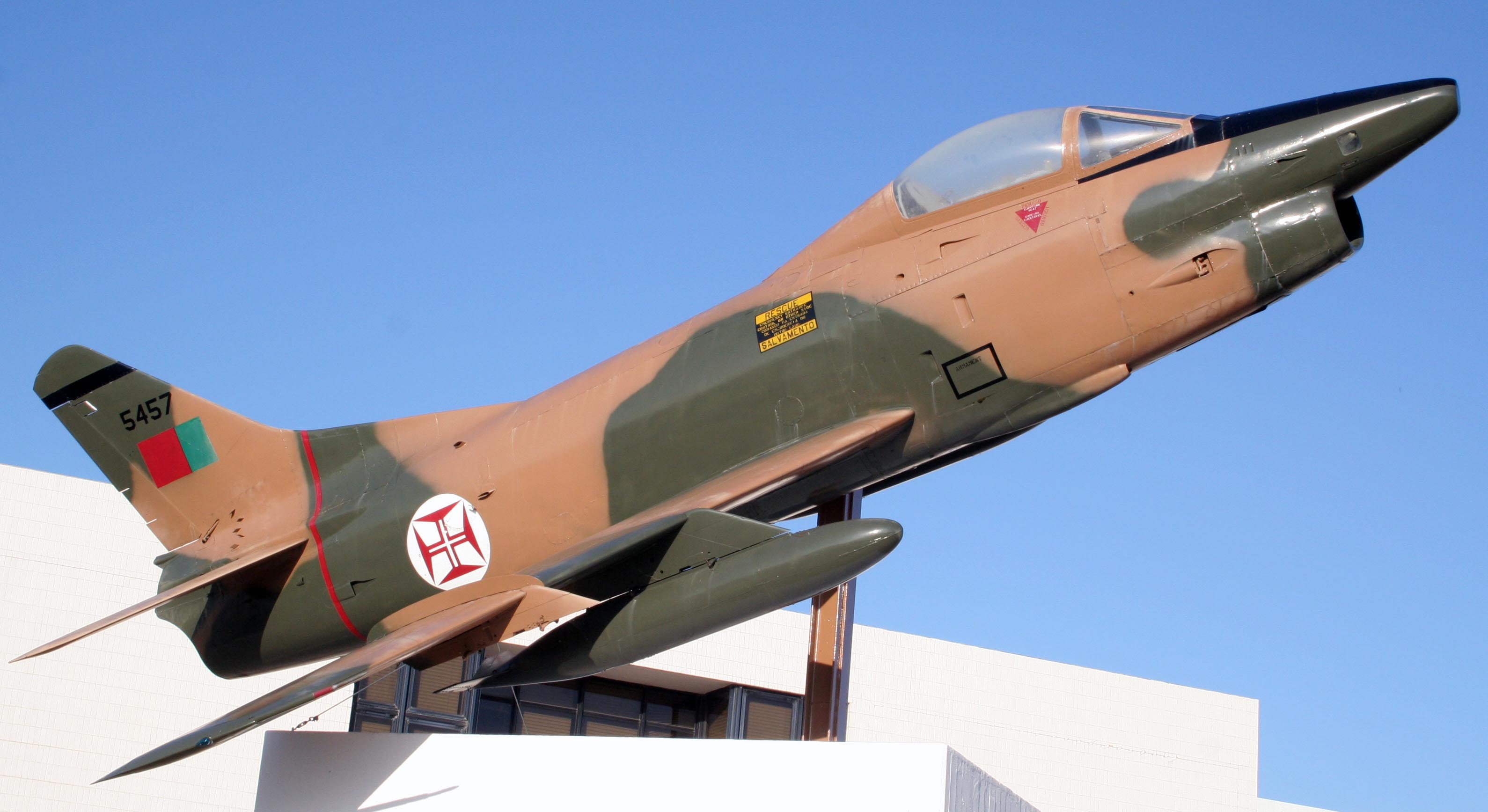
Mirage-Konkurrent Fiat G.91

Für die Durchführung des Evaluationsverfahrens wurde die dreiköpfige «Arbeitsgruppe für militärische Flugzeugbeschaffung» (AGF) ins Leben gerufen. Generalstabschef Jakob Annasohn beauftragte den Kommandanten der Flieger- und Fliegerabwehrtruppen, Divisionär Etienne Primault, mit der Ausarbeitung eines Pflichtenhefts, das in der Folge jedoch nicht zustande kam. Folgende Modelle wurden anlässlich von Testflügen beurteilt: Saab 35 Draken, Lockheed Starfighter, Grumman Tiger, Mirage IIIC und Fiat G.91.

## Die Bestellung
Die AGF sprach sich schliesslich für die Mirage IIIC aus. Der Bundesrat folgte dieser Empfehlung und beantragte 1961 einen von den Projektverantwortlichen absichtlich zu tief angesetzten Kredit von 828 Millionen Franken für hundert Maschinen dieses Typs. Das Parlament stimmte zu.
Zelle und Triebwerk sollten in Lizenz in der Schweiz gefertigt werden. Dabei sollten die Maschinen in Abweichung zum französischen Original mit amerikanischer Bewaffnung ausgerüstet werden: Die AIM-26B Falcon-Luft-Luft-Rakete, und das damit kompatible, eigens für die Schweizer Mirages entwickelte Taran-18-Radar von Hughes. Ausserdem musste für JATO-Kurzstarts die Tragstruktur verstärkt werden. Sogar mit der Auswahl eines geeigneten Fanghakens für Kurzlandungen war begonnen worden.

## Mehrkosten

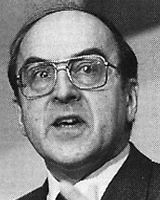
PUK-Vorsitzender Kurt Furgler

Die Beschaffungskommission hatte Kosten von 1'100 Millionen berechnet. Das Kommando der Luftwaffe strich wider besseres Wissen Zusatzkosten wie Ausrüstung aus dem beantragten Kredit. Während der Herstellungsphase zeigte sich, dass diese Sonderanfertigungen und Anpassungen zu massiven Budgetüberschreitungen führten. Marcel Kaiser, Redaktor der Weltwoche, veröffentlichte – wahrscheinlich auf Grund von Insiderinformationen – als Erster einen brisanten Artikel, der wie eine Bombe einschlug. Der Bundesrat musste 1964 einen Zusatzkredit von 576 Millionen Franken beantragen, welchen das Parlament ablehnte.

## Parlamentarische Untersuchungskommission
Erstmals in der Geschichte der Schweiz wurde das Instrument einer Parlamentarischen Untersuchungskommission (PUK) zur Aufklärung der Hintergründe eingesetzt. Drei ihrer Mitglieder wurden später in den Bundesrat gewählt, nämlich der Vorsitzende Kurt Furgler sowie Rudolf Gnägi und Pierre Graber. Im Bericht dieser Kommission wird unter anderem gefolgert: «Die Botschaft 1961 war zum Teil tendenziös, zum Teil unsorgfältig und an einzelnen Stellen geradezu irreführend abgefasst.» In der Folge wurde Fliegerchef Primault entlassen; Generalstabschef Annasohn und Bundesrat Chaudet traten zurück. Das EMD wurde reorganisiert, die parlamentarische Kontrolle verstärkt und der Lieferumfang von 100 auf 57 Maschinen reduziert. Ein zweiter Antrag für einen unumgänglichen Nachtragskredit von 150 Millionen wurde vom Parlament 1965 angenommen. Dieser ergänzte einen Kredit von 200 Millionen vom 7. Oktober 1964.

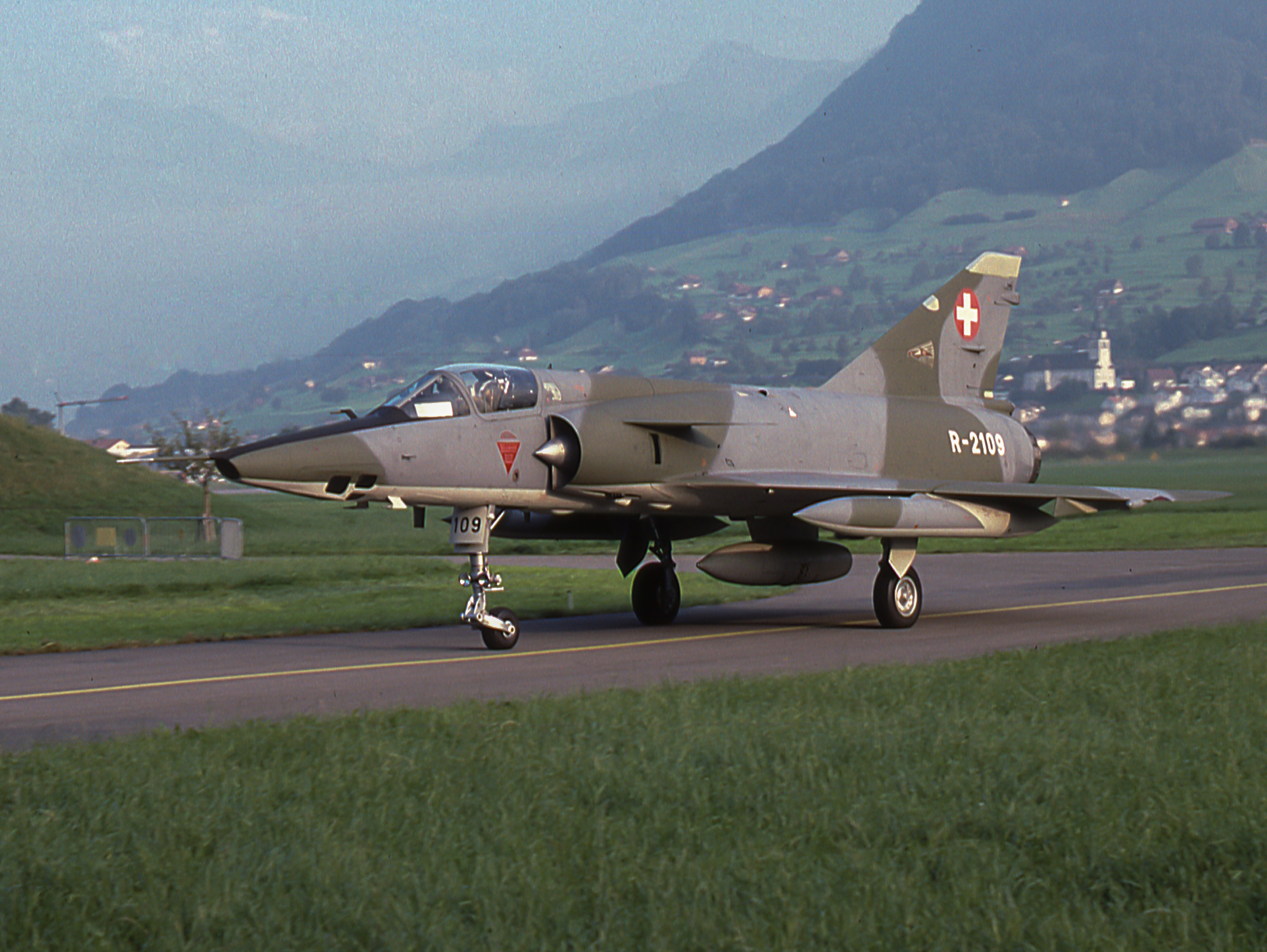
Schweizer Mirage IIIRS (Aufklärer)

## Einsatz
Eine Mirage III C wurde 1962 für Systemerprobungen aus der französischen Serienproduktion beschafft und ab 1964 in der Schweiz geflogen. Die Schweizer Mirages wurden ab 1965 abgeliefert und ab 1966 für die Aufklärung (18 Stück), die Schulung (2) und in zwei Jagdstaffeln (36 Stück) eingesetzt. 1969, 1971 und 1983 wurden insgesamt vier Schulungsflugzeuge nachbeschafft. Insgesamt wird der bis 2003 währende Einsatz der Mirage bei der Schweizer Luftwaffe als Erfolg bewertet.

## Militärstrategische Folgen
Die Einsatzdoktrin war mit der verkleinerten Mirage-Flotte in ihrer ursprünglich geplanten Form nicht mehr praktikabel und musste auf Luft-Luft-Verteidigung und Aufklärung beschränkt werden. Dadurch wurde das ganze Verteidigungskonzept der «Armee 61» in Frage gestellt. In diesem Sinne, und auch im Hinblick auf die Mitte des Jahrzehnts etwas nachlassenden internationalen Spannungen verlangte das Parlament 1964 auf Antrag des Schaffhauser Sozialdemokraten Walter Bringolf vom Bundesrat eine Überprüfung der Konzeption der Gesamtverteidigung, die letztlich auf eine einschneidende militärpolitische Kurskorrektur abzielte. Unter dem Stichwort «Abwehr» schälte sich ein Kompromiss zwischen dem mobilitätsorientierten, an die Strategien der Grossmächte angelehnten Paradigma der «Armee 61» und alternativen Ansätzen etwa im Sinne des Konzepts der Raumverteidigung heraus.

## Verwaltungstechnische Folgen
Als Konsequenz aus der Affäre wurde die Vermischung von militärischer Führung und Einkaufsmacht aufgehoben. Die Kriegstechnische Abteilung (KTA) wurde aus der Armee ausgegliedert und die gesamte Beschaffung und Produktion von Armeematerial der neuen Gruppe für Rüstungsdienste (GRD) übertragen. 1994 erfolgte die Auslagerung der Produktionsbetriebe aus der GRD und die Umbenennung in Gruppe Rüstung, welche heute unter dem Namen Armasuisse eine reine Beschaffungsorganisation innerhalb der Bundesverwaltung darstellt.